# Clinostigma haerestigma
Clinostigma haerestigma är en enhjärtbladig växtart som beskrevs av Harold Emery Moore. Clinostigma haerestigma ingår i släktet Clinostigma och familjen Arecaceae. IUCN kategoriserar arten globalt som otillräckligt studerad. Inga underarter finns listade i Catalogue of Life.